# Cochlespira elongata
Cochlespira elongata é uma espécie de gastrópode do gênero Cochlespira, pertencente a família Cochlespiridae.